# Mont Rushmore
Vous lisez un « bon article » labellisé en 2007.
Le mont Rushmore (en anglais : Mount Rushmore) est un sommet américain du massif des Black Hills, transformé en mémorial, situé dans le territoire de la ville de Keystone, près de Rapid City, dans l'État du Dakota du Sud. Consistant en une sculpture monumentale de granite réalisée entre 1927 et 1941, il retrace cent cinquante ans de l'histoire des États-Unis.
Les sculptures de Gutzon Borglum, hautes de dix-huit mètres, représentent quatre présidents marquants de l'histoire américaine des années 1770 aux années 1900. Il s'agit de gauche à droite de George Washington (1732-1799), Thomas Jefferson (1743-1826), Theodore Roosevelt (1858-1919) et Abraham Lincoln (1809-1865).
Le Mount Rushmore National Memorial qui le contient couvre dans son ensemble une surface de 5,17 kilomètres carrés et culmine à une altitude de 1 745 mètres. Il est géré par le National Park Service qui dépend du département de l'Intérieur des États-Unis et attire plus de deux millions de visiteurs chaque année.

## Toponymie
Nommée par les Amérindiens lakotas (Sioux) Tȟuŋkášila Šákpe (« six grands-pères ») ou Igmútȟaŋka Pahá (« montagne du cougar »), et par les colons Cougar Mountain, Sugarloaf Mountain, Slaughterhouse Mountain ou encore Keystone Cliffs, la montagne est rebaptisée d'après Charles E. Rushmore, un avocat de New York qui la remarque durant une expédition d’exploration en 1885, en compagnie de David Swanzey et Bill Challis,. Ce nom est officiellement reconnu en 1930.

## Géographie

### Situation

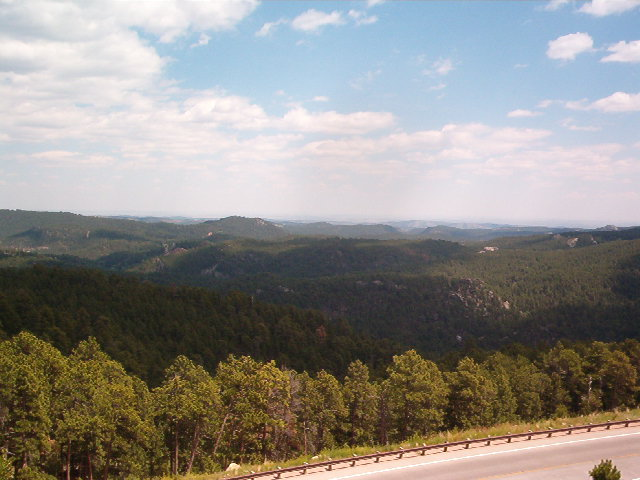
Vue sur les Black Hills face au mont Rushmore depuis l'aire de stationnement du mémorial en direction de l'est.

Le mont Rushmore est situé dans le Midwest des États-Unis, dans le quart sud-ouest de l'État du Dakota du Sud, au sein du comté de Pennington,. Il se trouve à 3,5 kilomètres au sud-ouest de Keystone, à 30 kilomètres au sud-sud-ouest de Rapid City et 540 kilomètres à l'ouest de Sioux Falls. Le sommet plus élevé le plus proche est à 1,8 kilomètre à l'ouest. Le mont Rushmore et lui font partie des Black Hills.

### Topographie

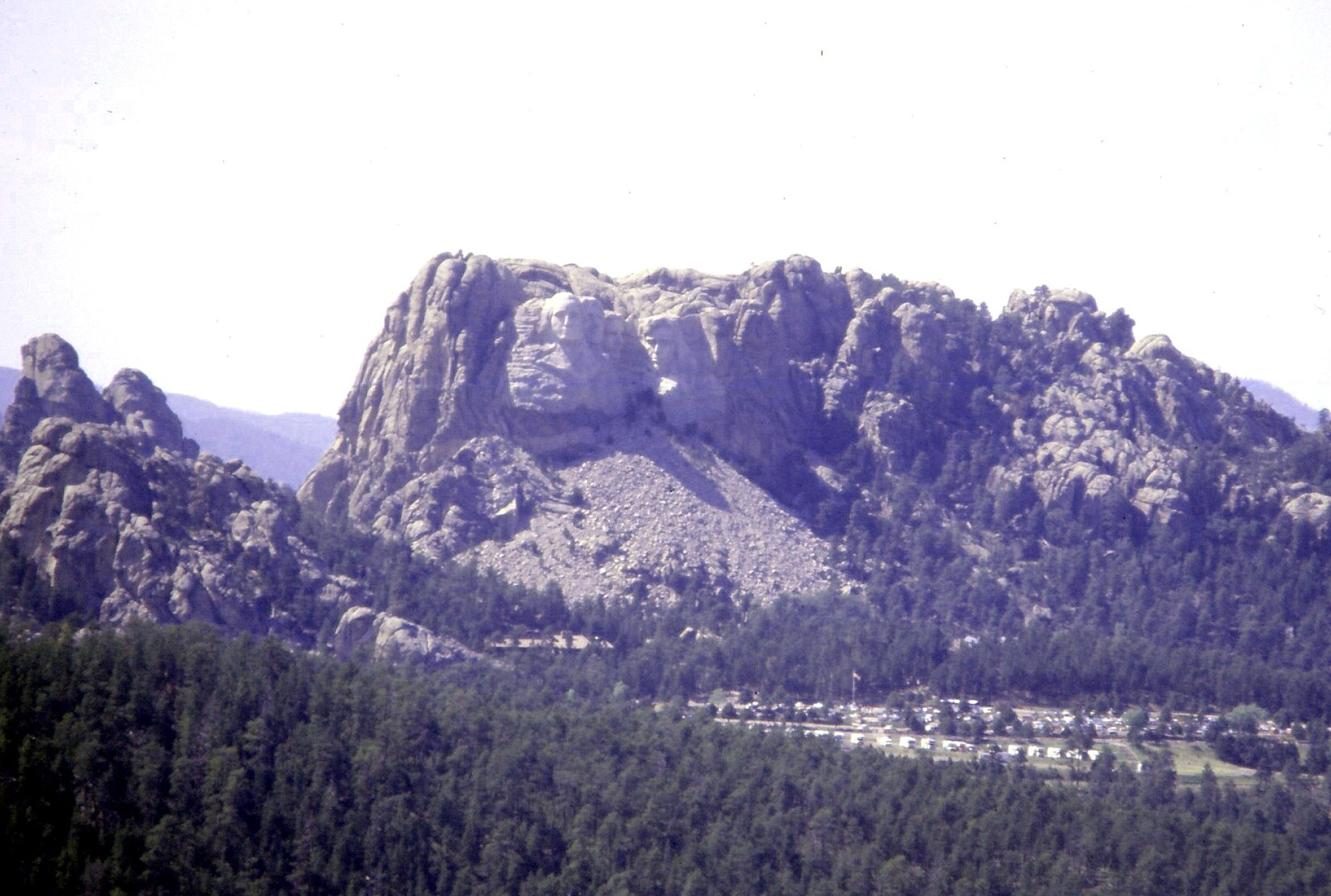
Vue du mont Rushmore depuis l'est.

Le mont Rushmore culmine à 1 745 mètres d'altitude,. Les sculptures se trouvent à une altitude d’environ 1 700 mètres et les bâtiments, cent mètres plus bas, à environ 1 600 mètres. Sa proéminence est de 123 mètres.
L'intégralité des précipitations tombant sur le mont Rushmore s'écoule vers le Battle Creek, un affluent de la rivière Cheyenne, laquelle se jette dans la rivière Missouri qui appartient au bassin versant du fleuve Mississippi,.

### Géologie
Le massif est composé en grande partie de granite. Il s'agit d'un batholite, une formation géologique courante dans les Black Hills du Dakota du Sud.
Le batholite est d’origine magmatique et est inclus dans des roches plus vieilles composées de schistes datant d'environ 1,6 milliard d’années, formées au Précambrien. Cependant, le refroidissement de ces roches en fusion a également fait apparaître des inclusions minérales comprenant du quartz, du feldspath, de la muscovite, et de la biotite. On trouve également des dykes de pegmatite que l’on distingue dans la coloration plus claire du visage des présidents.
Le granite a subi une forte érosion durant le Précambrien mais fut recouvert de roches sablonneuses durant le cambrien. La zone resta ainsi recouverte et protégée de l’érosion jusqu’à il y a environ 70 millions d’années. La zone fut à ce moment surélevée à 6 000 mètres au-dessus du niveau de la mer par la poussée apparue lors du mouvement de la plaque tectonique nord-américaine. L’érosion qui s’ensuivit abaissa la hauteur moyenne de la région à seulement 1 200 mètres aujourd'hui. Cette érosion a également dégagé des zones de transition entre le granite et le schiste noirâtre sous le visage de Washington.
Borglum a sélectionné le site en fonction des propriétés de ces roches. Le granite ne s’érode en effet que de 2,5 centimètres tous les 10 000 ans et est assez résistant pour soutenir le poids des sculptures.

### Climat
Le mont Rushmore connaît un climat continental humide. La région reçoit annuellement environ 460 mm de précipitations, irrégulièrement réparties dans l'année. Les deux mois les plus pluvieux sont mai et juin. Les hivers sont froids et secs. En été, le relief favorise les orages, brefs mais violents.
| Mois                                | jan. | fév. | mars | avril | mai  | juin | jui. | août | sep. | oct. | nov. | déc. | année |
| ----------------------------------- | ---- | ---- | ---- | ----- | ---- | ---- | ---- | ---- | ---- | ---- | ---- | ---- | ----- |
| Température minimale moyenne (°C)   | −7,3 | −7,6 | −3,7 | −0,1  | 5,3  | 11,1 | 15,1 | 14,4 | 9,8  | 2,7  | −2,8 | −6,8 | 2,5   |
| Température moyenne (°C)            | −2,3 | −2,6 | 1,6  | 5     | 10,3 | 16,4 | 20,5 | 19,9 | 15,2 | 7,7  | 2,1  | −2,1 | 7,6   |
| Température maximale moyenne (°C)   | 2,7  | 2,4  | 6,8  | 10,1  | 15,3 | 21,7 | 25,9 | 25,3 | 20,6 | 12,8 | 6,9  | 2,6  | 12,8  |
| Record de froid (°C)                | −39  | −34  | −27  | −17   | −10  | −3   | 4    | 1    | −7   | −20  | −24  | −35  | −39   |
| Record de chaleur (°C)              | 21   | 20   | 26   | 29    | 34   | 37   | 38   | 37   | 36   | 30   | 24   | 20   | 38    |
| Précipitations (mm)                 | 12   | 19   | 34   | 67    | 122  | 91   | 91   | 58   | 45   | 46   | 15   | 13   | 613   |
| dont neige (cm)                     | 18   | 23   | 24   | 33    | 3,8  | 0,51 | 0    | 0    | 2,3  | 12   | 16   | 17   | 151   |
| Nombre de jours avec précipitations | 5,1  | 6,1  | 6,7  | 9,7   | 13,6 | 13,4 | 12,4 | 10,5 | 7,7  | 7,1  | 4,5  | 4,7  | 101,5 |
| Nombre de jours avec neige          | 4,5  | 4,9  | 3,9  | 3,4   | 0,8  | 0,1  | 0    | 0    | 0,2  | 1,7  | 3    | 4    | 26,5  |

| Diagramme climatique                                  |           |           |            |            |            |            |            |           |           |           |           |
| J                                                     | F         | M         | A          | M          | J          | J          | A          | S         | O         | N         | D         |
| 2,7−7,312                                             | 2,4−7,619 | 6,8−3,734 | 10,1−0,167 | 15,35,3122 | 21,711,191 | 25,915,191 | 25,314,458 | 20,69,845 | 12,82,746 | 6,9−2,815 | 2,6−6,813 |
| Moyennes : • Temp. maxi et mini °C • Précipitation mm |           |           |            |            |            |            |            |           |           |           |           |

### Faune et flore

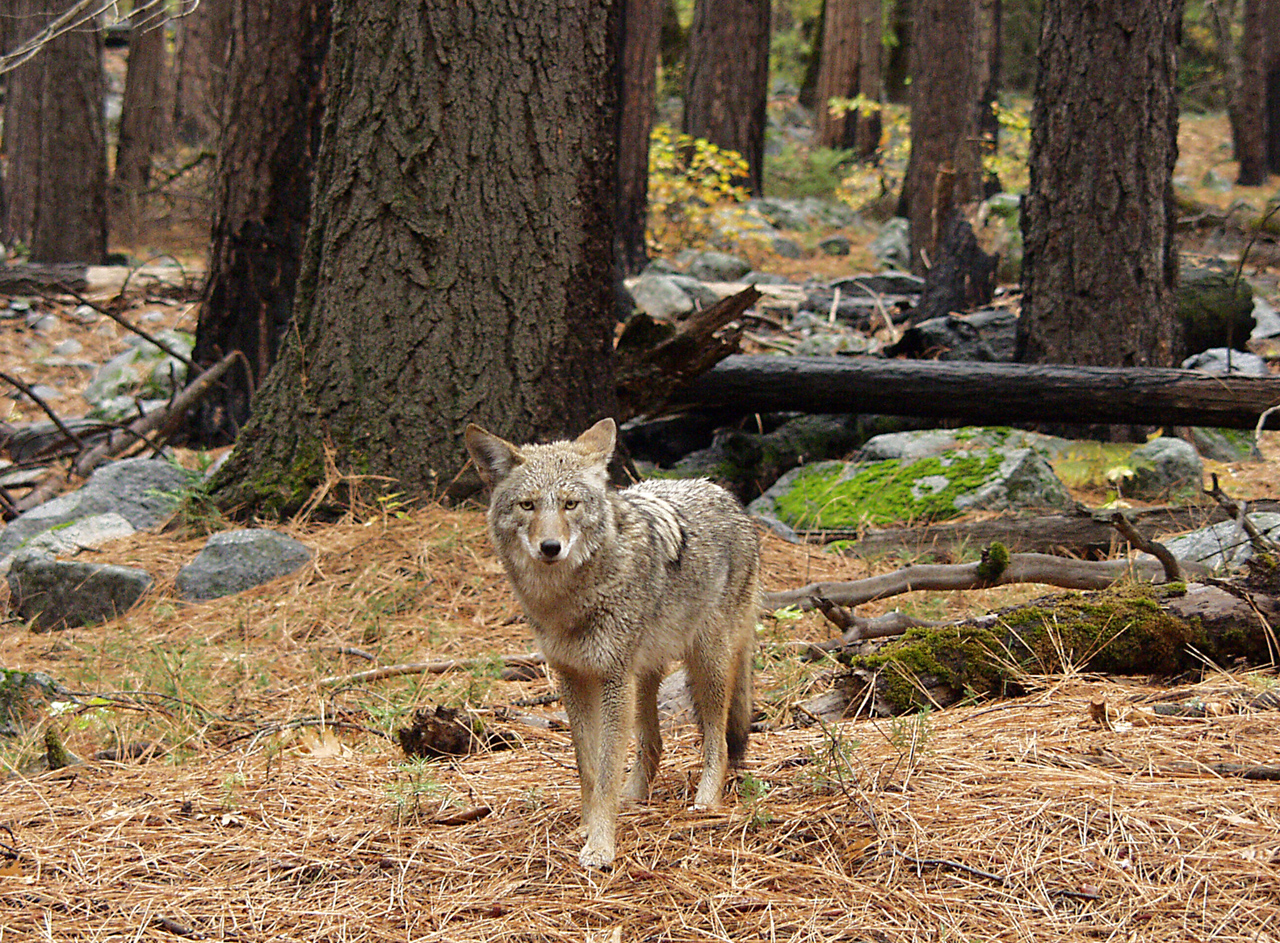
Un coyote, une des espèces de carnivores vivant à proximité du mont Rushmore.

La faune et la flore sont semblables à celles rencontrées dans la région environnante des Black Hills.
On peut y apercevoir l'Urubu à tête rouge, le Pygargue à tête blanche, les rapaces du genre Accipiter, des sittelles, et des pics. Les mammifères sont représentés par les tamias, les mouffettes, le porc-épic, les ratons laveurs, les castors, les coyotes, les mouflons canadiens et le lynx roux. Les deux ruisseaux drainant le site, nommés « Grizzly Bear » et « Starling Basin », abritent notamment l'omble de fontaine. Une espèce animale a été introduite, la chèvre des montagnes Rocheuses, offerte en 1924 par le Canada au parc d’État Custer proche du mont Rushmore. Les chèvres se sont ensuite échappées avant de coloniser toute la région du mémorial.
À basse altitude, la région est recouverte de conifères dont le pin Ponderosa. On retrouve également des chênes, des épicéas et des peupliers. Neuf espèces d’arbrisseaux sont également présentes. Les fleurs sauvages sont notamment représentées par le muflier, le tournesol et la violette. En altitude, la flore devient plus éparse.
La couverture végétale contribue à la protection des sols contre l’érosion. Des barrages retiennent également l’eau de pluie et alimentent ainsi les animaux toute l'année. La roche sédimentaire abrite également des nappes aquifères qui restituent leur eau en s'épanchant par quelques sources.
Un feu de forêt survient en moyenne tous les 27 ans si l’on en croit les traces laissées sur les troncs des vieux arbres. Les incendies sont généralement mineurs, à quelques exceptions près.

## Histoire

### Occupation autochtone

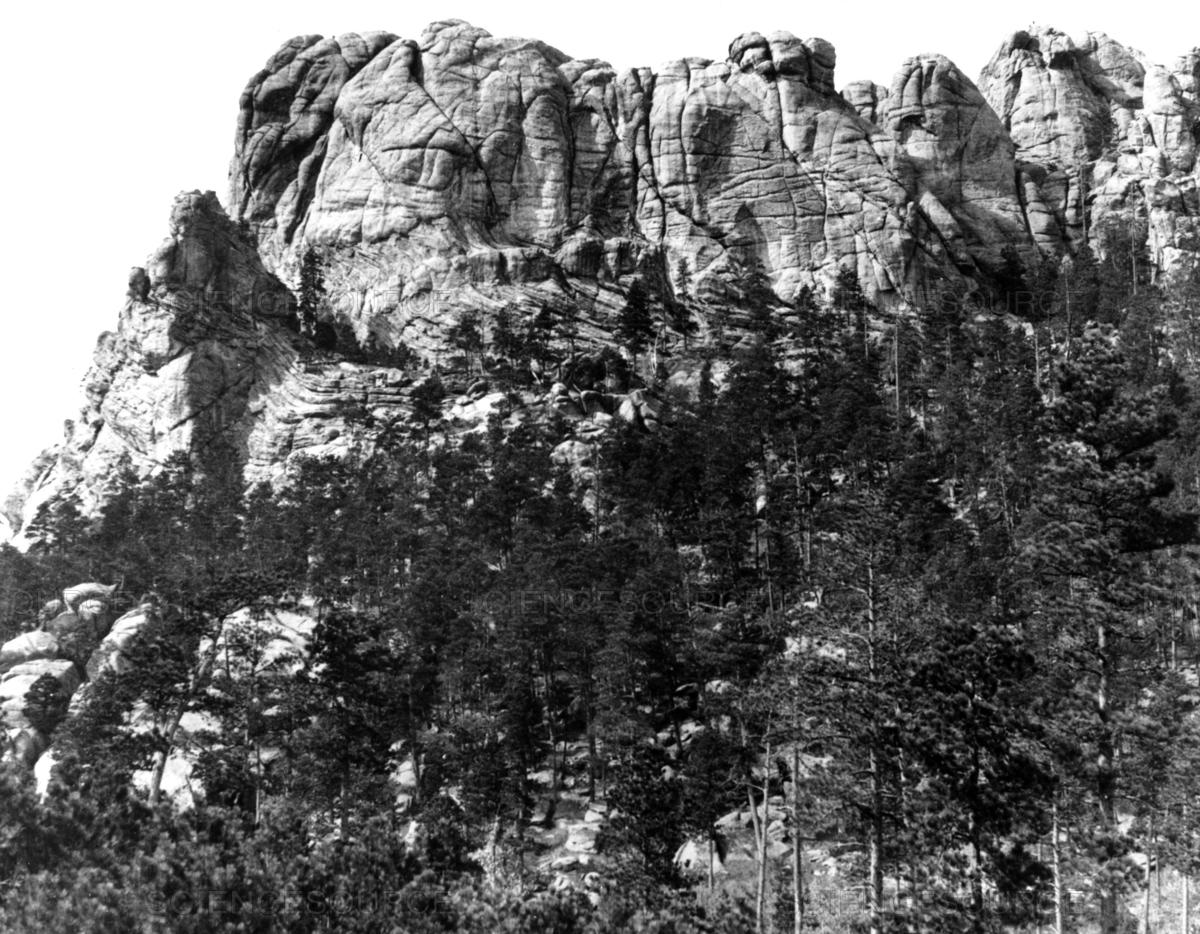
Le mont Rushmore en 1905, avant la construction du mémorial.

Lieu sacré pour les autochtones, le mont Rushmore fait partie intégrante de l'itinéraire que le chef amérindien lakota Black Elk emprunte lors d'un voyage spirituel qui le mène au sommet du pic qui porte son nom à proximité du mont.
Après toute une série de batailles dont celle de Little Bighorn contre les autochtones de 1876 à 1877, les États-Unis, attirés par les richesses de l'Ouest, conquièrent le territoire laissé aux autochtones depuis la signature en 1868 du traité de Fort Laramie.

### Construction du mémorial

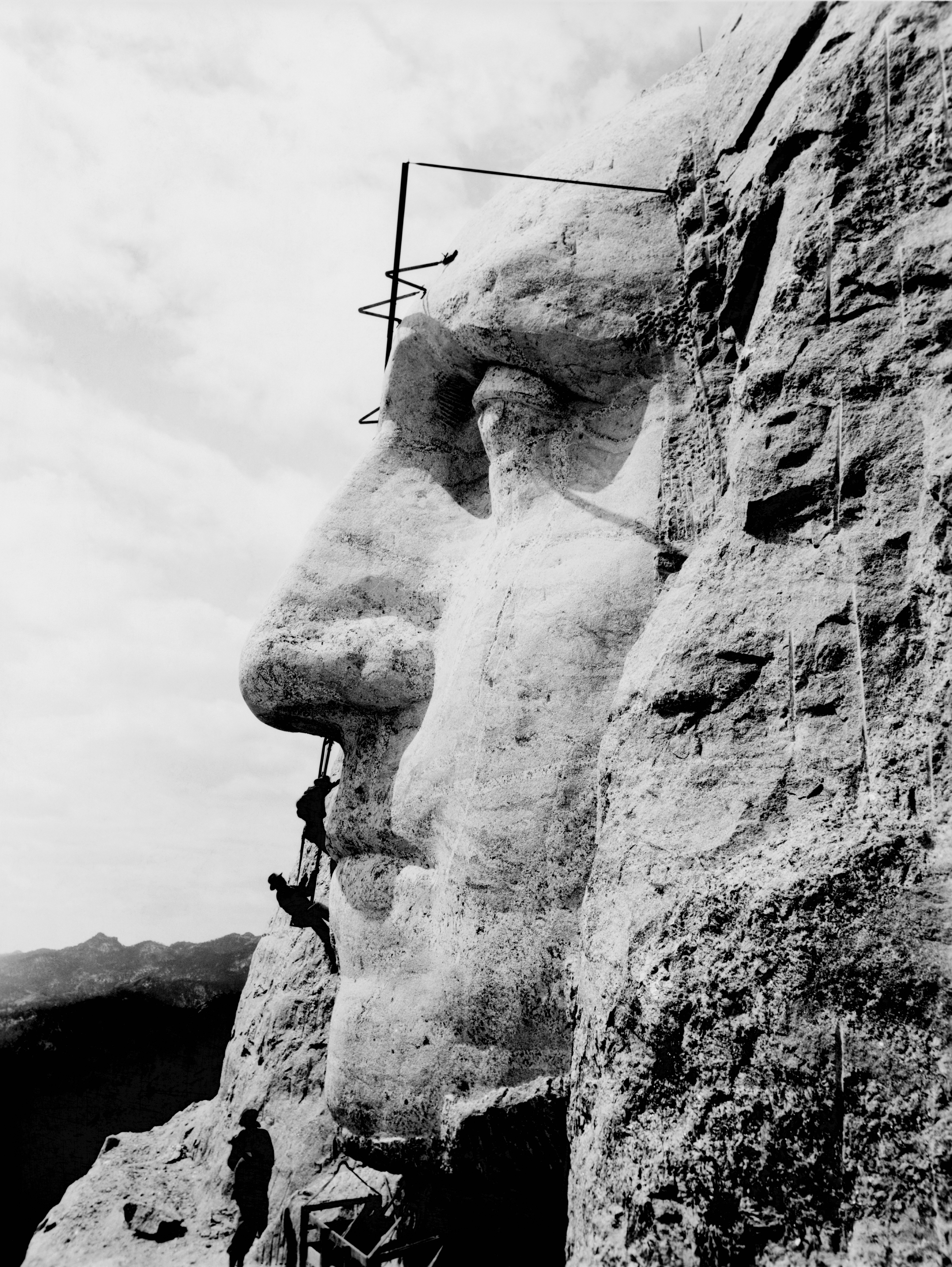
Travaux sur le portrait de Washington, vers 1932.

L'historien Doane Robinson évoque pour la première fois l'idée du mont Rushmore en 1923 pour favoriser le tourisme local. Au départ, le projet de sculpture est lancé pour attirer les visiteurs dans la région des Black Hills au Dakota du Sud. En 1924, Robinson persuade le sculpteur Gutzon Borglum de visiter la montagne pour s'assurer de la faisabilité de la réalisation. Borglum a à ce moment déjà réalisé un énorme bas-relief pour un mémorial célébrant les chefs des États confédérés sur la montagne Stone Mountain en Géorgie. Le plan original prévoit de sculpter la roche granitique des Needles dans les Black Hills. Borglum se rend compte toutefois que la roche érodée de cette formation rocheuse ne convient pas car elle est trop friable pour supporter la sculpture et ses détails. Il choisit alors le mont Rushmore qu’il apprécie également pour sa hauteur et pour son excellente exposition au soleil. Borglum dit du mont Rushmore en le voyant : « L’Amérique défilera le long de cette ligne d'horizon ».

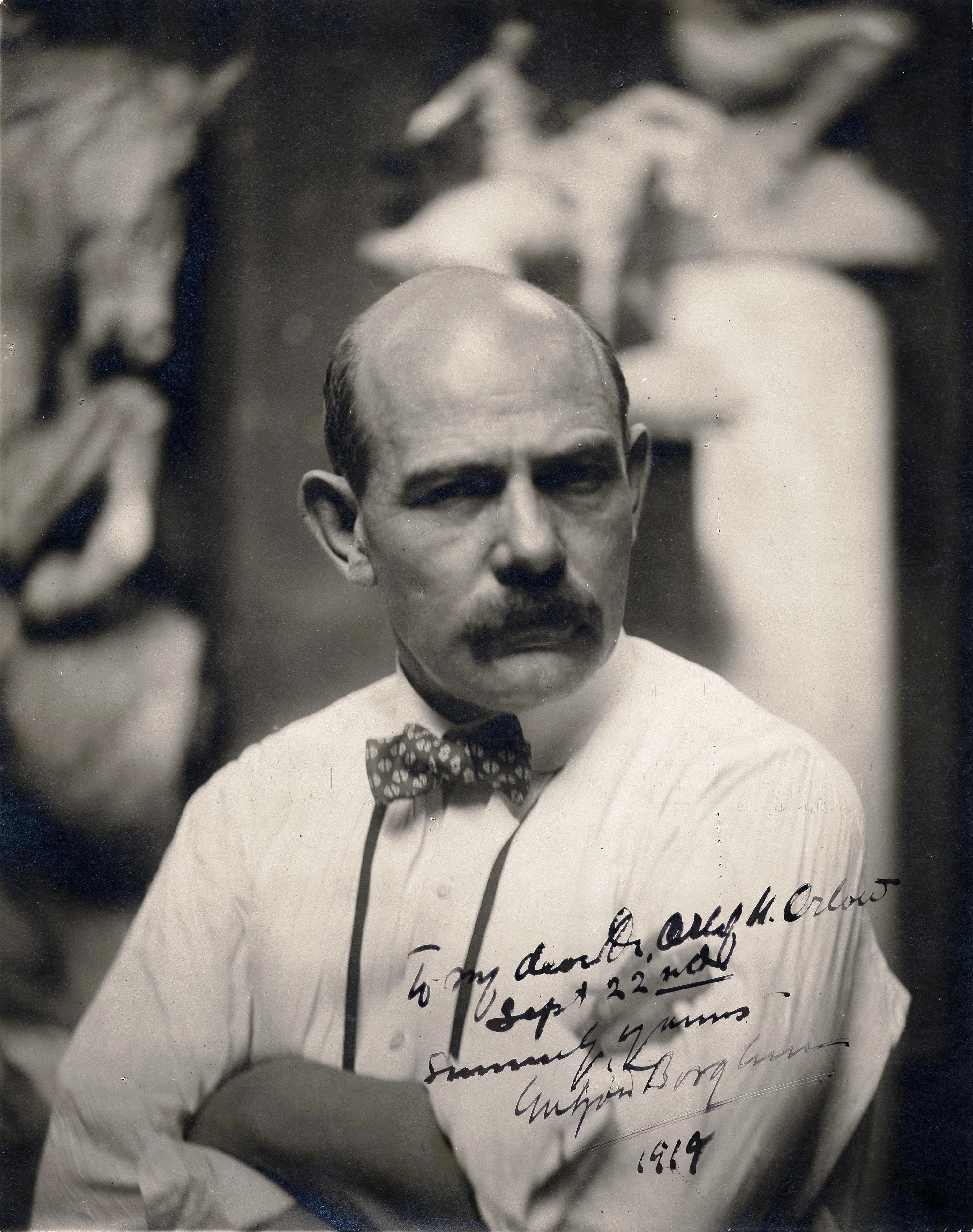
Le sculpteur Gutzon Borglum.

Après de longues négociations avec le président américain Calvin Coolidge et une délégation du Congrès, le projet reçoit l'approbation de ce dernier qui autorise le lancement d’une commission nationale du mémorial du Mont Rushmore le 3 mars 1925. Calvin Coolidge insiste pour que deux républicains et un démocrate soient sculptés auprès du président Washington.

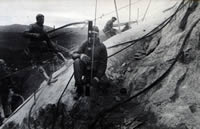
Creusement de la roche parfois à la dynamite.

Entre le 4 octobre 1927 et le 31 octobre 1941, Gutzon Borglum et 400 ouvriers sculptent ainsi les quatre visages hauts de 18 mètres pour commémorer les 150 premières années de l’histoire des États-Unis. Les présidents sont choisis par Borglum pour leurs rôles respectifs dans la sauvegarde et l’expansion du territoire national,. George Washington représente la naissance de la nation en tant que premier président ; Thomas Jefferson symbolise l'expansion de la nation à la suite de l'achat de la Louisiane à la France en 1803 ; Abraham Lincoln incarne la préservation de la nation pour son rôle dans la Guerre de Sécession ; et Theodore Roosevelt représente le développement de la nation, notamment pour la construction du canal de Panama qui permet de relier l'Est et l'Ouest du pays par la voie maritime.
En 1933, le Service national des parcs (National Park Service) prend le parc sous sa juridiction et participe au projet en améliorant les infrastructures. Par exemple, le service améliore une voie ferrée pour que le sommet du mont soit plus facilement accessible aux ouvriers. Le 4 juillet 1934, le visage de Washington est achevé. Il faut deux essais au sculpteur Gutzon Borglum pour réussir le visage de Thomas Jefferson. Sa première tentative, à droite de George Washington, est réduite à néant par un défaut du granite. Le visage doit être effacé de la montagne en 1934 à coups d'explosifs. Le deuxième portrait de Jefferson, cette fois-ci à gauche de Washington, est inauguré en 1936 ; le visage d'Abraham Lincoln le 17 septembre 1937. En 1937, une demande de fonds supplémentaires est introduite auprès du Congrès pour ajouter la tête de Susan B. Anthony mais le projet est rejeté, car seuls les fonds pour terminer les visages déjà commencés sont alloués. En 1939, le visage de Theodore Roosevelt est inauguré.

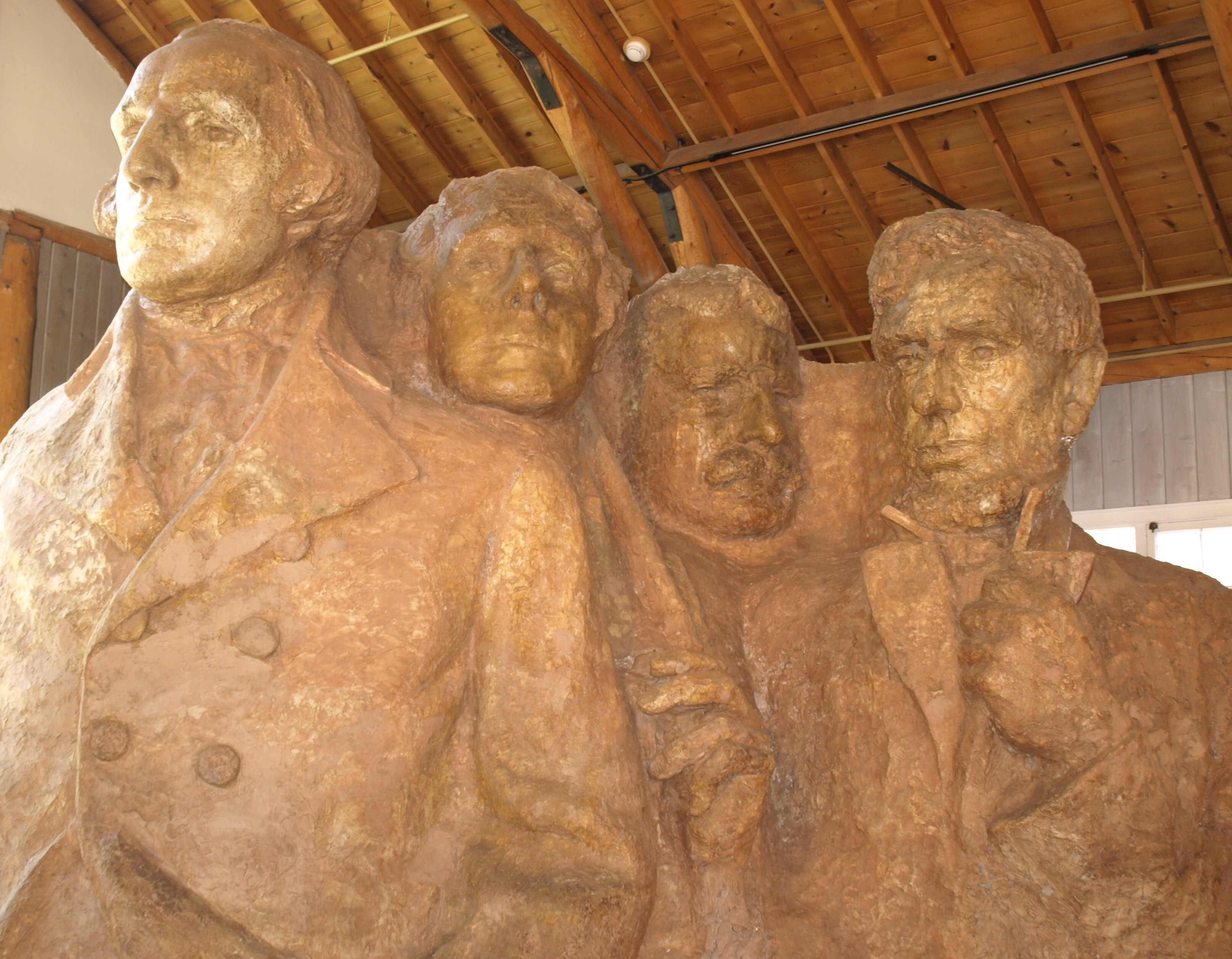
Le projet initial du mont Rushmore prévu par le sculpteur Gutzon Borglum.

L'atelier du sculpteur (Sculptor's Studio) qui contient une exposition de moules en plâtre et d’outils ayant servi à la réalisation de la sculpture fut construit en 1939 sous la direction de Borglum. Borglum mourut d’une embolie en mars 1941. Son fils, Lincoln Borglum, continue le projet mais l'insuffisance des fonds sonne la fin des travaux,. Le projet initial prévoyait de réaliser également le haut du tronc des quatre présidents, mais finalement, seuls les visages sont achevés faute d'argent,.
Borglum imagine aussi la réalisation d’un panneau géant (en lettres dorées hautes de 2,44 mètres) reprenant des faits historiques comme la déclaration d’indépendance, la constitution américaine, l’achat de la Louisiane et sept autres acquisitions comme l’Alaska ou le Texas.
Le coût total de l’œuvre s’élève à 989 992,32 dollars. Aucun ouvrier n'a trouvé la mort lors de la réalisation de l’œuvre, ce qui est remarquable pour l’époque.
Dans un canyon à proximité se trouve une chambre creusée dans la roche. Sa construction, planifiée par Borglum, doit être arrêtée en 1941, à cause du manque de fonds. Elle ne reprendra jamais mais le dépôt, en 1998, d'un coffre en teck, recouvert de titane et enchâssé dans la roche à l'entrée de la chambre originelle, permet de respecter la volonté de Borglum. Ce coffre contient seize panneaux en porcelaine émaillée. Les panneaux accueillent des textes qui expliquent comment le mont Rushmore a été choisi pour accueillir les sculptures, qui les a réalisées, les raisons ayant conduit au choix des quatre présidents et une courte histoire des États-Unis. Borglum avait initialement prévu d'y placer le texte de la Déclaration d’indépendance, de la Constitution, de l’histoire américaine et de la biographie des quatre présidents et de Borglum. La plaque de pierre qui scelle le dépôt porte une citation de Borglum : « [...] permettez-nous de placer ici, gravé en grand, aussi près que possible du ciel, les mots de nos dirigeants, leurs visages, pour montrer à la postérité quelle sorte d'hommes ils étaient. Priez ensuite pour que ces archives résistent jusqu'à ce que seuls le vent et la pluie les emportent par usure ».
Des travaux sont également réalisés dans les années 1990 pour améliorer les infrastructures d’accueil des visiteurs (musée, maison du tourisme et sentiers balisés). Des ouvriers cordistes escaladent chaque année l’œuvre afin de l’entretenir. Le 8 juillet 2005, la société allemande Kärcher, bien connue pour ses nettoyeurs haute pression, réalise une opération marketing en nettoyant la sculpture avec de l’eau pressurisée et chauffée à 95 °C.

### Controverse
Le mont Rushmore est un sujet de controverse pour les Lakotas, puisqu'ils ont perdu leurs terres à la suite de la guerre les opposant à l'État fédéral américain entre 1876 et 1877. La région avait été accordée à cette nation lors du traité de Fort Laramie en 1868. Les Lakotas considèrent ces collines comme sacrées même si les historiens pensent que les Lakotas avaient également conquis la région précédemment par la force en chassant les tribus Cheyennes en 1776.
Des membres des mouvements autochtones occupent le monument pour protester en 1971 en le baptisant « Mont Crazy Horse ». Le chaman John Fire (dont le nom autochtone est Cerf Boiteux) pria sur la montagne pour commémorer la promesse non tenue des Blancs à la suite de la rupture du traité. Le monument a pour certains un caractère raciste, puisque le monument représente les quatre présidents qui étaient en fonction lors de l'acquisition des terres ancestrales appartenant aux autochtones et pourrait donc être interprété comme indication de la supériorité des Blancs sur la nation autochtone. Ces collines étaient en effet sacrées pour les populations indigènes et la construction d'un tel monument a été choquante pour plusieurs d'entre eux. Gutzon Borglum lui-même est sujet à la controverse car il fut membre du Ku Klux Klan.
Le monument reste un sujet de discorde, bien qu’un directeur d’origine autochtone ait été nommé en 2004 à la tête du parc. En réponse à ce monument, un autre mémorial (« Crazy Horse Memorial ») est actuellement en construction un peu plus loin dans les Black Hills. Il représente le célèbre chef autochtone Crazy Horse et a pour but de montrer le caractère sacré de la région pour les autochtones. Le chef regarde en direction de l'Est par-dessus la crinière de son mustang vers la terre où ses guerriers sont morts. Cette sculpture, qui devrait dépasser en taille le mont Rushmore, est financée par la fondation Crazy Horse Memorial Foundation. Celle-ci a refusé toute aide financière du gouvernement fédéral américain. Le sculpteur d'origine polonaise Korczak Ziółkowski, aidé du chef autochtone Henry Standing Bear, a débuté la réalisation de cette œuvre en 1948 après avoir acheté la montagne sur ses propres deniers. Le sculpteur meurt en 1982 à l'âge de 77 ans sans voir son œuvre achevée. Néanmoins, ses descendants continuent le travail qui pourrait durer encore cinquante ans selon certaines estimations.

### Des rajouts hypothétiques
Il a été affirmé que la sculpture était définitive et que la roche ne permettait plus l'ajout d'un nouveau visage au mont Rushmore, même si le progrès technique rendrait la chose concevable.
Plusieurs présidents ont été proposés comme cinquième visage du mont Rushmore, à travers des sondages d'opinions et des sondages d'universitaires. Le nom le plus demandé est celui de Franklin Roosevelt, très souvent considéré comme l'un des meilleurs présidents des États-Unis.
En 1937, une demande est en vain déposée au Congrès des États-Unis afin que l'effigie de la féministe Susan B. Anthony soit ajoutée.
Il a été envisagé d'ajouter l'effigie de John Fitzgerald Kennedy, puis celle de Ronald Reagan au mont Rushmore. Un certain nombre de militants républicains ont plaidé la cause du second.

## Tourisme

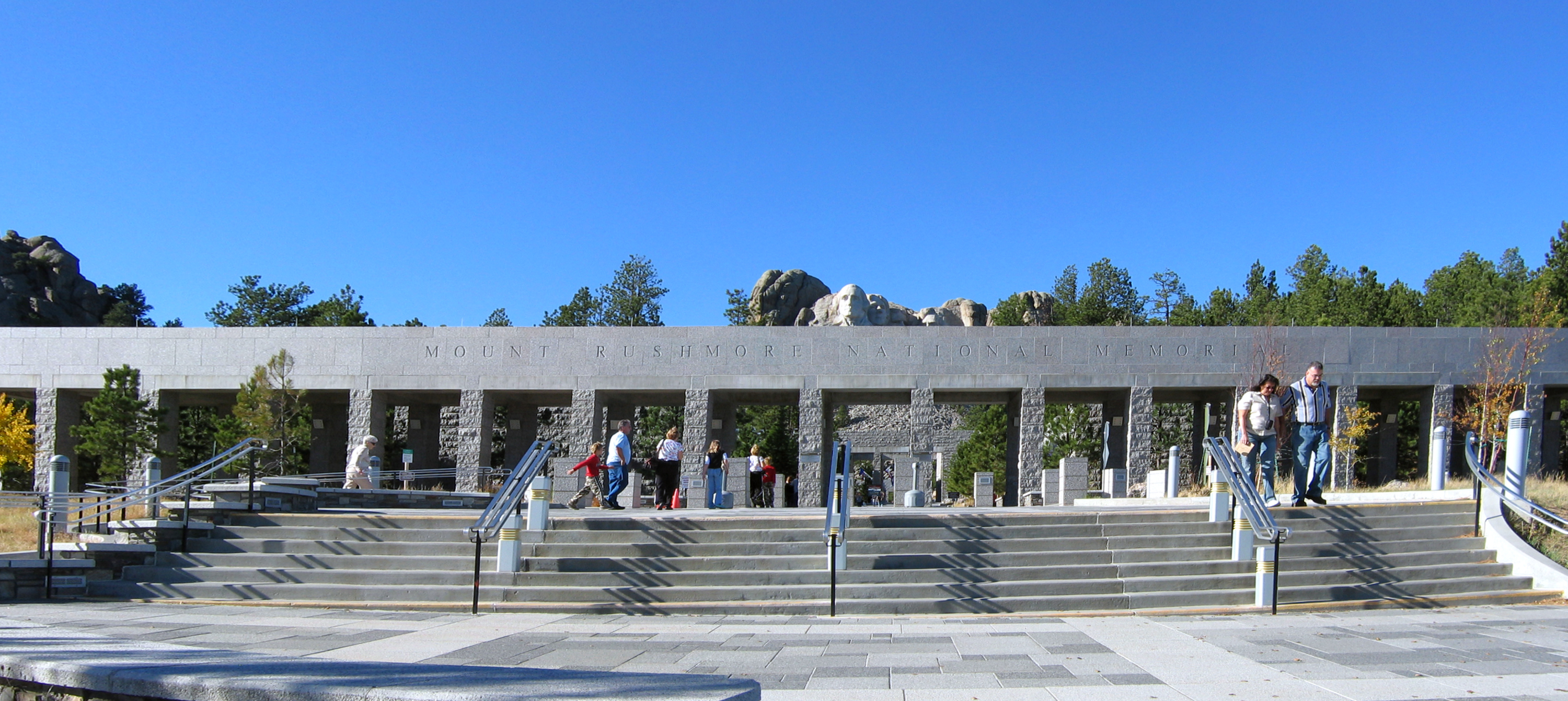
Entrée du Mount Rushmore National Memorial.

Le tourisme est la seconde activité économique de l’État du Dakota du Sud. Le mémorial est le moteur principal de cette industrie avec plus de deux millions de visiteurs chaque année.
Le musée Lincoln Borglum se situe dans le Mount Rushmore National Memorial. Il comporte deux salles de projection de 125 places chacune qui proposent un film de 13 minutes sur l’histoire du mont. Un sentier relie à travers la forêt de pins le musée au Sculptor's Studio. Celui-ci explique la façon dont le monument a été construit. Une projection de 30 minutes s’y déroule également. Le soir, le monument est éclairé durant deux heures.

## Dans la culture
Le mont Rushmore a souvent servi de décor pour de nombreux films américains, séries d'animations, publicités et représentations diverses.

### Cinéma
Au cinéma, son utilisation la plus célèbre est la séquence finale de La Mort aux trousses d'Alfred Hitchcock en 1959, avec Cary Grant et Eva Marie Saint.
Vu l’importance emblématique de ce monument, le cinéma a souvent exploité les visages des présidents. Ceux-ci ont ainsi été régulièrement modifiés et remplacés par des visages d’envahisseurs conquérants :
- c’est ainsi que dans le film Superman 2, le général Zod et ses complices usent de leurs super-pouvoirs pour remplacer les quatre visages par les leurs ;
- de la même façon dans le film Mars Attacks! de Tim Burton, les Martiens utilisent leurs soucoupes volantes pour retravailler en quelques secondes les effigies présidentielles en les remplaçant par des visages extra-terrestres.

Toujours au cinéma, le monument subit souvent des altérations brutales et des destructions :
- dans le film Team America, police du monde, le QG de l'escouade est situé à l’intérieur du mont Rushmore et est dynamité par la suite par Michael Moore ;
- dans le téléfilm Cyclone Catégorie 7 : Tempête mondiale, des infiltrations d'eau dues à la présence des tornades font s'écrouler la tête de George Washington, dont la chute provoque la mort du garde du parc ;
- dans le film Benjamin Gates et le Livre des secrets, Benjamin Gates (interprété par Nicolas Cage) y découvre la légendaire Cibola, une cité d'or.

### Animation
Le monument est aussi présent dans des univers de fictions, soit en tant que tel, soit comme inspiration pour des monuments similaires :
- dans le manga Naruto on retrouve une réplique du mont Rushmore où les visages des présidents sont remplacés par les différents Hokage que le village de Konoha a connus ;
- dans le dessin animé Jackie Chan (épisode L'Antidote), Valmont le chef de la Main noire y piège Jackie avec un faux talisman empoisonné. Les deux hommes se retrouvent face à face ;
- de même, dans le film d'animation Astérix et les Indiens, les têtes des présidents américains sont remplacées par celles des chefs indiens du film ;
- dans un dessin animé de Tex Avery datant de 1941, on voit à côté des quatre têtes celles de Franklin Delano Roosevelt et d'Alf Landon avec la mention « for the Democrates » et « for the Republicans » ;
- Panique au pique-nique, court-métrage d'animation ayant pour héros le lapin Roger Rabbit, se termine par la destruction du monument ;
- dans le dessin-animé Albator, le corsaire de l'espace, l'épisode 3 présente les visages des présidents très endommagés et entourés d'immenses gratte-ciel ;
- dans la série animée Denis la Malice (épisode 5 : Denis président des U.S.A), Denis explore l'intérieur du mont et se fait sculpter son visage sur le buste de Washington ;
- dans les séries animées Ben 10, la montagne cache le quartier-général et l'armurerie hightech des plombiers ;
- dans la série télévisée Les Simpson, le mémorial du Mont Rushmore apparaît souvent dans des situations diverses :
  - dans l'épisode 19 de la saison 11 Folie homérique, les Simpson décident d'aller dans le Dakota du Nord, Bart s'écrie alors : « J'ai toujours rêvé d'aller voir le mont Rushmore ! », mais Lisa le coupe et dit : « C'est dans le Dakota du Sud »,
  - dans l'épisode 10 de la saison 13, Proposition à demi indécente, Homer et Lenny vont travailler dans un champ pétrolifère. Sur le trajet, Lenny montre à Homer le « mont Carlmore », une sculpture du visage de Carl que Lenny a réalisée,
  - dans l'épisode 12 de la saison 14, La Reine de l'orthographe, les habitants de Springfield sculptent le visage de Lisa dans une montagne de la même façon que le mont Rushmore,
  - dans un épisode de la saison 15, Homer écrase « sans faire exprès » des maquettes du Capitole et du mont Rushmore,
  - dans un gag du canapé de la saison 20 les visages des présidents sont remplacés par les visages des Simpson ;
- dans la série d'animation Disney Phinéas et Ferb, pour l'anniversaire de Candice, Phinéas et Ferb décident de sculpter la tête de leur sœur sur le mont Rushmore ;
- dans l'épisode 38 de la saison 12 de Pokémon (Un Togepi facétieux !), les visages représentent les quatre membres de la Team Rocket : Giovanie, Jessie, James et Miaouss ;
- dans L'Âge de glace 4 : La Dérive des continents, Scrat crée sans le vouloir le mont avec son visage dans diverses expressions.
- dans la série d'animation Invincible, Samantha Eve Wilkins (Atom Eve) et Mark « Invincible » Grayson affrontent le Doc Sismique au pied du mont Rushmore (saison 1 épisode 3 : Qui c'est qui est moche ?). Alors que la tête d'Abraham Lincoln s'est décrochée du bloc de roches, après que Doc Sismique a actionné ses bracelets sismiques, Invicible parvient à la rattraper et à la replacer.

### Littérature et musique
- Le monument est au cœur du roman Collines noires (Black Hills) de l'écrivain américain Dan Simmons et paru en 2010 ; il y donne des détails sur son élaboration, et décrit les difficiles conditions de travail des dynamiteurs.
- L’album In Rock du groupe de rock Deep Purple a également remplacé les quatre présidents du monument par les cinq membres du groupe[44].
- Dans le livre Le Complot contre l'Amérique de Philip Roth, le jeune Philip possède un timbre représentant le monument.

### Jeux vidéo
Il existe également un hommage dans le monde du jeu vidéo :
- dans le jeu Mario Party 3, les têtes des personnages sont sculptées une fois le mode aventure terminé ;
- dans le jeu Pilotwings 64, une réplique du mont Rushmore se trouve dans la zone Little States (qui elle est d'ailleurs basée aux États-Unis d'Amérique). La tête de George Washington a été remplacée par Mario et si le joueur tire ou atterrit dessus, elle se change pour prendre l'apparence de celle de Wario ;
- dans le jeu éducatif Lapin Malin CE1 : Le Défi des pirates, le mont apparaît sous le nom de mont Meule de Gruyère. Les têtes des présidents américains sont remplacées par celles des pirates ;
- dans le jeu Brütal Legend développé par Double Fine Productions, le mont apparaît sous le nom de mont Rockmore[45]. Il est possible de changer les têtes de la sculpture facilement grâce à une autre sculpture en forme de main mimant les cornes, célèbre signe de la main utilisée notamment par les fans dans les concerts de heavy metal ;
- dans le jeu Sam and Max Hit the Road développé par LucasArts, une partie de l'enquête se déroule au mont Rushmore, où Sam et Max sont amenés à faire du saut à l'élastique à partir des narines d'un des quatre présidents ;
- dans le jeu de stratégie Command and Conquer : Alerte rouge 3 sorti en 2008, le clone robotique du président des États-Unis construit une base secrète dans le mont Rushmore ;
- on peut également apercevoir le mont Rushmore dans une des cinématiques du jeu Hitman: Absolution sorti en 2012 ;
- le mont Rushmore est dynamité par les nazis dans une bande-annonce de Wolfenstein: The New Order ;
- dans le jeu Les Schtroumpfs, une référence au mont Rushmore est présente dans le niveau « La Descente » avec des têtes de Schtroumpfs sculptées dans la glace en arrière-plan ;
- dans le jeu Metal Gear Solid 4, Big Boss et ses trois clones (dont Solid Snake) sont représentés à l'image du mont Rushmore sur le sous-marin Outer Heaven[réf. nécessaire] ;
- dans le jeu Zombie Tsunami, un niveau du jeu se passe au mont Rushmore là où les zombies ont attaqué la ville.
- dans la bande-annonce du jeu Wolfenstein: The New Order, on peut voir une scène où un gradé nazi observe à travers ses jumelles la destruction du mont Rushmore, chaque tête explosant l'une après l'autre.